# صوت الطيور

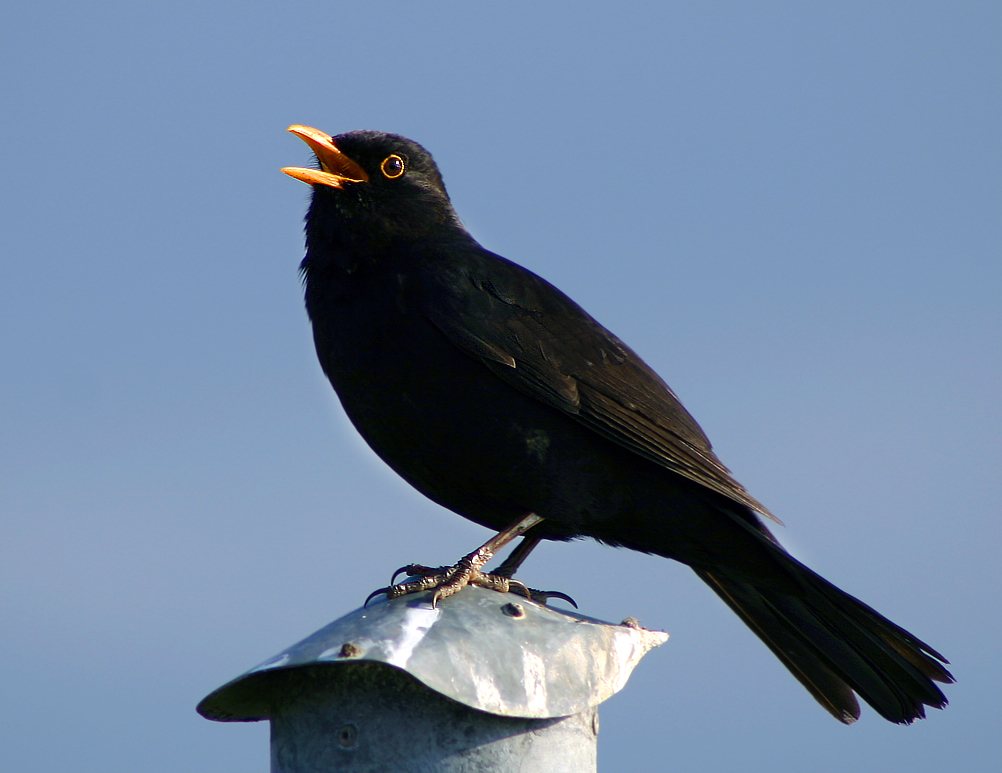
ذكر شحرور يغرّد.

تنقسم أصوات الطيور إلى فئتين أساسيَّتين، هما نداءات وأغاني الطيور. تعد أغاني الطيور عموماً الأصوات اللحنية التي تصدرها كما يسمِّيها البشر، وأما في علم الطيور فيُميَّز بين الاثنتين بكون الأغاني أصواتاً معقدة نسبياً فيما أن النداءات تميل إلى البساطة.

## التمييز

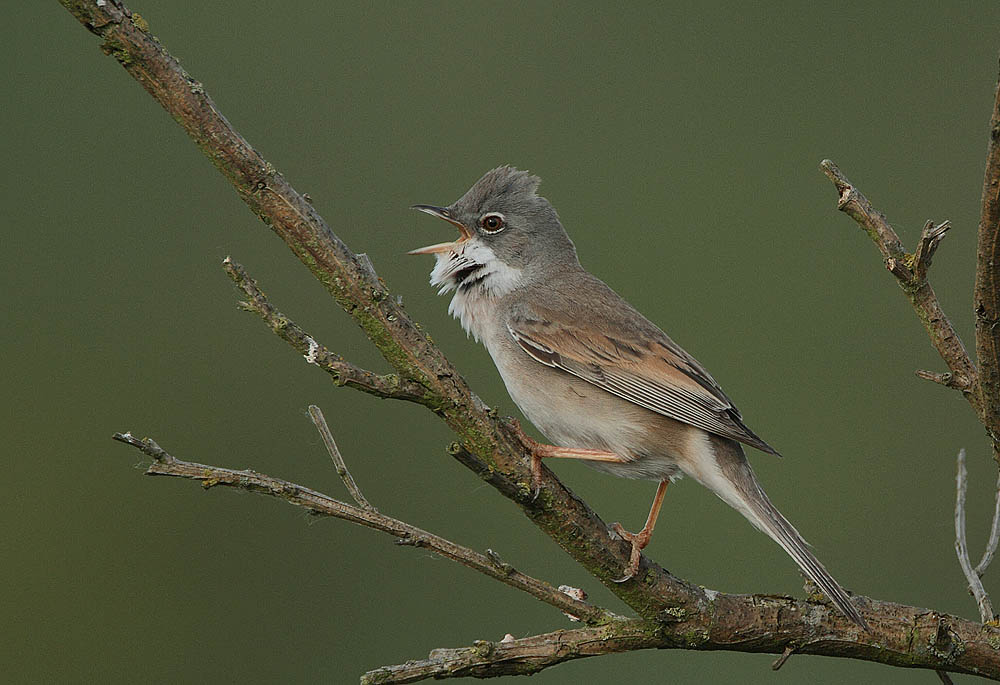
طائر الدخلة بيضاء الحنجرة يغرّد بأغنية.

يعتمد التفريق بين نداءات وأغاني الطيور على مدى تعقيد الأصوات وطولها وموضع استخدامها. من أول ناحيتين، فالأغاني أعقد وأطول بشكل واضح من النداءات، وهي تستخدم عند المغازلة والتزاوج. وأما النداءات فهي أقصر وأقلّ تعقيداً بكثير، وتستخدم لأغراض أخرى كالتحذير أو التواصل مع أفراد السرب الآخرين. يرى بعض الكتاب أن الأفضل للتفرقة بين الاثنين هو الاعتماد بشكل أساسيّ على موضع استخدام الصوت، وذلك من شأنه أن يجعل أصوات الحمام القصيرة تُصَنَّف ضمن فئة الأغاني، بل وحتى بعض الأصوات التي لا تصدر من الحبال الصوتية، مثل نقر نقار الخشب ورفرفة أجنحة الشقنب في استعراضات الطيران. ومع ذلك يصرُّ الكثيرون على أن الأغاني يجب أن تتألف من ألحان ومقاطع موسيقية متنوعة ومنتظمة تأتي بشكل تكراريّ وتحوليّ يُعرِّف الموسيقى. لكن من المُجمَع عليه عموماً في علم الطيور ما هي أصوات الطيور التي تعد نداءات والتي تعد أغانٍ، ويمكن لأي دليل مراقبة الطيور أن يُفرِّق بينهما بسهولة.
أفضل تطوُّر حققته أصوات الطيور هو في رتبة العصافير. معظم الأغاني تغرِّدها ذكور الطيور لا إناثها، وغالباً ما يغنيها وهو جاثم في مكان بارز ومرئي، على الرغم من أنه يُمكن أن يغنّي الطائر أحياناً أثناء تحليقه في الهواء. بعض أنواع الطيور لا تصدر أي أصوات تقريباً، فلا تصدر سوى آليات إيقاعية وإيقاعاً بسيطاً، ومنها اللقلق. فيما طوَّرت الذكور في بعض الأنواع الأخرى - كالماناكن - مكيانيكيات كثيرة لإصدار أصوات متميزة، مثل مكيانيكية إصدار أصوات احتكاك غير اعتيادية شبيهة بتلك التي تستخدمها بعض الحشرات.
يعني إصدار الأصوات عند الطيور مكيانيكياً عدم استخدام العضو الخاص المسمَّى المصفار الذي تصدر به الطيور أصواتها عادة، وهو ما سماه الأحيائي تشارلز دارون الأصوات المكانيكية. تعرف الأصوات الميكانيكية بأنَّها إصدار أصوات ذات دلالة معينة بدون استخدام الحبال الصوتية والحنجرة، ويُمكن أن تتضمن أدوات إصدارها استخدام المنقار والأجنحة والذيل والأقدام بل وحتى الريش.

## مقالات ذات صلة
- علم الموسيقى الحيوية
- علم الموسيقى العصبي
- علم النفس الموسيقي